# Magnus Täcklind (jurist)
Magnus Johan Täcklind, född 24 augusti 1860 i Östra Kärrstorps församling, död 12 april 1940 i Alingsås, var en svensk jurist och riksdagsman. Han var far till Erik och Sven Täcklind.
Täcklind blev student vid Lunds universitet 1879 och avlade examen till rättegångsverken där 1882. Han blev auskultant i Skånska hovrätten samma år och vice häradshövding 1886. Täcklind var tillförordnad domhavande i nära elva år och häradshövding i Vättle, Ale och Kullings domsaga i Älvsborgs län 1900–1930. Han var ledamot av riksdagens andra kammare 1903–1905. Täcklind blev riddare av Nordstjärneorden 1911 och kommendör av andra klassen av samma orden 1926.